# Ollie Darden
Oliver M. "Ollie" Darden (Aberdeen, Misisipi, 28 de julio de 1944) es un exjugador de baloncesto estadounidense que disputó tres temporadas en la ABA. Con 2,01 metros de estatura, jugaba en la posición de ala-pívot.

## Trayectoria deportiva

### Universidad
Jugó tres temporadas con los Wolverines de la Universidad de Michigan, en las que anotó 993 puntos y promedió 9,2 rebotes por partido. En su última temporada fue incluido en el segundo mejor quinteto de la Big Ten Conference.

### Profesional
Fue elegido en la vigésimo segunda posición del 1966 por Detroit Pistons, pero acabó fichando por los Indiana Pacers, entonces en la ABA. Su primera temporada profesional fue la mejor de su carrera, acabando con unos promedios de 12,0 puntos y 6,8 rebotes por partido, actuando como sexto hombre.
Al año siguiente fue traspasado a los New York Nets, los cuales a mitad de la temporada 1968-69 lo enviaron a Kentucky Colonels junto con Dan Anderson a cambio de Manny Leaks y Randy Mahaffey. En los Colonels se vio relegado al banquillo, no siendo renovado al finalizar la temporada. Al año siguiente firmó como agente libre de nuevo con los Pacers, con los que acabó conquistando el título de Campeones de la ABA, aunque Darden sólo colaboró con 4,3 puntos y 3,5 rebotes por encuentro.

## Estadísticas de su carrera en la ABA

### Temporada regular
| Temporada | Edad | Equipo            | Liga | Pos. | P   | TIT | MIN  | TC  | TCA  | %TC  | 3P  | 3PA | %3P  | 2P  | 2PA  | %2P  | TL  | TLA | %TL  | R.OF. | R.DEF. | REB | ASIS | ROB | TAP | PER | FP  | PTS  |
| 1967-68   | 23   | Indiana Pacers    | ABA  | PF   | 77  |     | 26.6 | 4.8 | 10.8 | .446 | 0.0 | 0.0 | .000 | 4.8 | 10.8 | .447 | 2.3 | 3.5 | .667 |       |        | 6.8 | 0.9  |     |     | 1.8 | 3.6 | 12.0 |
| 1968-69   | 24   | TOTAL             | ABA  | PF   | 77  |     | 25.3 | 4.1 | 9.3  | .445 | 0.0 | 0.1 | .200 | 4.1 | 9.2  | .447 | 2.3 | 3.1 | .742 | 2.9   | 4.8    | 7.7 | 1.4  |     |     | 1.8 | 3.6 | 10.6 |
| 1968-69   | 24   | New York Nets     | ABA  | PF   | 30  |     | 24.2 | 4.4 | 9.3  | .477 | 0.0 | 0.0 |      | 4.4 | 9.3  | .477 | 2.6 | 3.7 | .709 | 2.7   | 4.5    | 7.1 | 1.4  |     |     | 2.4 | 3.6 | 11.5 |
| 1968-69   | 24   | Kentucky Colonels | ABA  | PF   | 47  |     | 26.0 | 3.9 | 9.3  | .425 | 0.0 | 0.1 | .200 | 3.9 | 9.1  | .428 | 2.1 | 2.8 | .769 | 3.0   | 5.0    | 8.1 | 1.3  |     |     | 1.4 | 3.6 | 10.0 |
| 1969-70   | 25   | TOTAL             | ABA  | PF   | 69  |     | 11.9 | 1.8 | 4.7  | .385 | 0.0 | 0.1 | .200 | 1.8 | 4.7  | .388 | 0.8 | 1.3 | .655 | 1.3   | 2.4    | 3.8 | 0.7  |     |     | 1.2 | 2.1 | 4.5  |
| 1969-70   | 25   | Kentucky Colonels | ABA  | PF   | 43  |     | 12.3 | 1.8 | 4.8  | .383 | 0.0 | 0.0 | .000 | 1.8 | 4.8  | .385 | 1.0 | 1.5 | .641 | 1.7   | 2.3    | 4.0 | 0.8  |     |     | 1.3 | 2.2 | 4.6  |
| 1969-70   | 25   | Indiana Pacers    | ABA  | PF   | 26  |     | 11.1 | 1.8 | 4.7  | .388 | 0.0 | 0.2 | .250 | 1.8 | 4.5  | .393 | 0.6 | 0.9 | .696 | 0.8   | 2.6    | 3.5 | 0.5  |     |     | 1.0 | 1.8 | 4.3  |
| Total     |      |                   | ABA  |      | 223 |     | 21.6 | 3.7 | 8.4  | .435 | 0.0 | 0.0 | .182 | 3.6 | 8.3  | .437 | 1.9 | 2.7 | .695 | 2.2   | 3.7    | 6.2 | 1.0  |     |     | 1.6 | 3.1 | 9.2  |

### Playoffs
| Temporada | Edad | Equipo            | Liga | Pos. | P  | TIT | MIN  | TC  | TCA | %TC  | 3P  | 3PA | %3P  | 2P  | 2PA | %2P  | TL  | TLA | %TL  | R.OF. | R.DEF. | REB | ASIS | ROB | TAP | PER | FP  | PTS  |
| 1967-68   | 23   | Indiana Pacers    | ABA  | PF   | 3  |     | 20.0 | 5.3 | 9.3 | .571 | 0.0 | 0.0 |      | 5.3 | 9.3 | .571 | 1.0 | 1.7 | .600 |       |        | 9.0 | 1.3  |     |     | 1.3 | 4.3 | 11.7 |
| 1968-69   | 24   | Kentucky Colonels | ABA  | PF   | 7  |     | 14.6 | 3.7 | 7.0 | .531 | 0.1 | 0.3 | .500 | 3.6 | 6.7 | .532 | 1.4 | 2.1 | .667 |       |        | 4.4 | 0.9  |     |     | 1.0 | 2.7 | 9.0  |
| 1969-70 ❍ | 25   | Indiana Pacers    | ABA  | PF   | 8  |     | 2.6  | 0.3 | 0.8 | .333 | 0.0 | 0.0 |      | 0.3 | 0.8 | .333 | 0.0 | 0.0 |      |       |        | 0.5 | 0.3  |     |     | 0.4 | 0.4 | 0.5  |
| Total     |      |                   | ABA  |      | 18 |     | 10.2 | 2.4 | 4.6 | .530 | 0.1 | 0.1 | .500 | 2.4 | 4.5 | .531 | 0.7 | 1.1 | .650 |       |        | 3.4 | 0.7  |     |     | 0.8 | 1.9 | 5.7  |